# Estádio Municipal Irmão Gino Maria Rossi
O Estádio Municipal Irmão Gino Maria Rossi, conhecido popularmente como Manduzão, é um estádio de futebol localizado na cidade de Pouso Alegre, no estado de Minas Gerais. Atualmente, é utilizado pelo Pouso Alegre Futebol Clube, em disputas da Primeira Divisão do Campeonato Mineiro de Futebol 2022. Em 2022 foi utilizado também em jogos da Copa do Brasil e do Campeonato Brasileiro - Série D.

## Construção, Inauguração e Reformas
As obras do Manduzão tiveram duração aproximada de um ano, durante o ano de 1996, simultaneamente à construção da Avenida Ayrton Senna, posteriormente rebatizada de Avenida Prefeito Jair Siqueira (Avenida Dique), que dá acesso ao estádio.
Sua inauguração ocorreu em 1997, com eventos festivos com a participação de atletas da cidade e a presença da campeã mundial de basquete Hortência, que deu uma volta olímpica na pista de atletismo do estádio como símbolo de sua abertura. A primeira partida oficial realizada no estádio foi entre o Pouso Alegre e o Atlético Mineiro, com resultado favorável ao time da capital. Entretanto, o primeiro gol do estádio foi marcado pelo jogador do Pouso Alegre, Alessandro.
Depois de sua inauguração, o estádio foi utilizado pelo Pouso Alegre e pelo Guarani, em torneios amadores, além de alguns amistosos, entre eles, o que ocorreu em 2002 entre Palmeiras e Caldense, em uma pré-temporada do time paulista, e de jogos da Segunda Divisão do Campeonato Mineiro, sediados por times da região, como a Caldense.
Durante esse período, o estádio foi bastante utilizado também para a realização de shows e festivais, o que acabou prejudicando a qualidade de seu gramado e diminuindo seu uso para atividades esportivas.
O estádio já passou por diversas reformas e revitalizações, especialmente em 2003, quando constataram problemas estruturais, e em 2016, quando foi roubada a fiação de seus holofotes.

## Pouso Alegre Futebol Clube e Campeonato Mineiro
Em 2017, o Pouso Alegre Futebol Clube retomou suas atividades, com a volta aos gramados em 2018, após nove anos licenciado. O Manduzão recebe obras de recuperação das arquibancadas e gramado, além de revitalização da fachada e abertura de uma loja oficial do Pouso Alegre.
"Em 2005, quando voltei pra Pouso Alegre, o pessoal ficou cobrando que agora a cidade tinha estádio, mas não via o time jogando. Resolvemos conversar com a Diretoria da época, mas era muito difícil o diálogo. Tínhamos o interesse no retorno, em buscar parcerias e recursos. Mas a resposta que tivemos era que o clube não seria aberto pra ninguém, como se ele tivesse um dono, o que não é o caso. Assim, só nos restou a justiça como forma de resolver isso e abrir o clube para as pessoas participarem dele. Em 2016, a justiça destituiu os diretores e nomeou uma comissão para fazer a eleição, quando assumi a gestão. Quando assumimos, fomos verificar a situação e apareceram as diversas dívidas e pendências fiscais, inclusive com o antigo campo indo a leilão por um débito enorme de IPTU. Fomos negociando, arrumando, e quando a prefeitura decretou a utilidade pública do antigo campo, negociamos para quitar as dívidas, e ainda recebemos um terreno onde será nosso futuro CT. Em 2018, retornamos ao futebol profissional, mas ainda foi tudo muito corrido entre a regularização e a montagem do time. O estádio também estava abandonado por falta de recursos do poder público e mesmo por falta de destinação, mas estamos mantendo ele agora, revitalizando. Montamos um time razoável que quase se classificou para o acesso no ano passado, mas infelizmente não deu. Esse ano, com um planejamento maior e tempo para montagem da equipe, estamos bem competitivos, com o objetivo de ter uma das vagas pra segunda divisão e logo chegar à primeira. Esse ano também montamos as categorias de base, e estamos trabalhando pra ter cada vez mais sucesso! Mas o principal, a gente já tinha uma ideia de que o torcedor ia gostar de acompanhar, porque o pessoal de Pouso Alegre sempre gostou muito de futebol, mas o pessoal abraçou o time, com média de mais de 6 mil torcedores por jogo no ano passado e esperamos aumentar esse ano!"
Em 2019, o Pouso Alegre novamente disputou a segunda divisão mineira, avançando às quartas de final com a melhor campanha da primeira fase do torneio e a liderança do seu grupo e foi campeão invicto, alcançando a primeira taça do time profissional. Após 22 anos, em 2020, o Pouso Alegre Futebol Clube disputou o Campeonato Mineiro de Futebol – Módulo II e sagrou-se campeão da competição, garantindo acesso para a primeira divisão do Mineiro em 2021.

## Outros times que utilizam o estádio
Além do Pouso Alegre Futebol Clube, o Manduzão também foi a casa do Guarani de Pouso Alegre, e do time de Futebol Americano Pouso Alegre Gladiadores.